# 圣马丁萨斯加约拉斯
圣马丁萨斯加约拉斯（西班牙語：San Martín Sasgayolas），是西班牙加泰罗尼亚巴塞罗那省的一个市镇。总面积4平方公里，总人口382人（2013年），人口密度100.5人/平方公里。